# Schloss Haggn

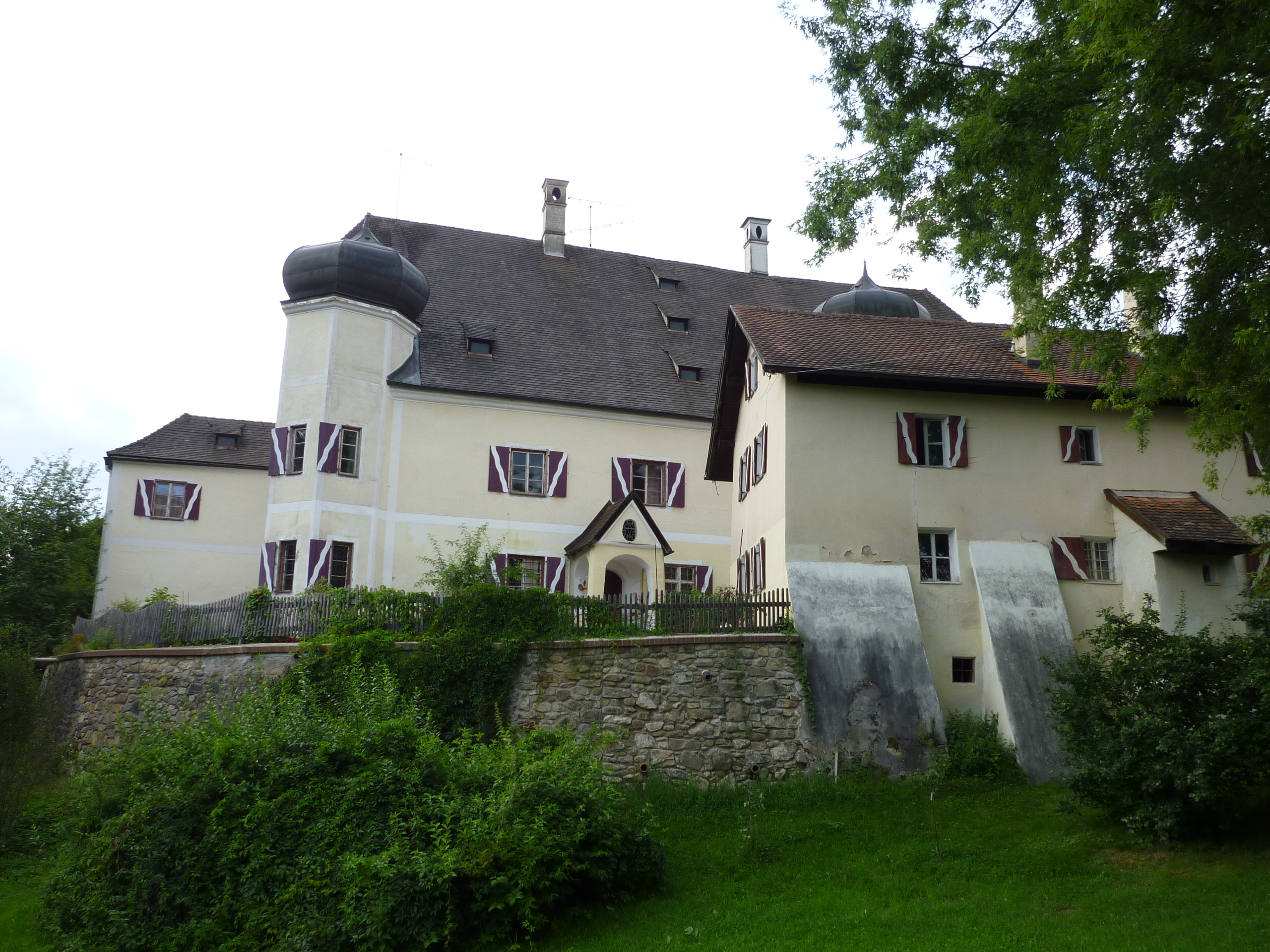
Schloss Haggn heute

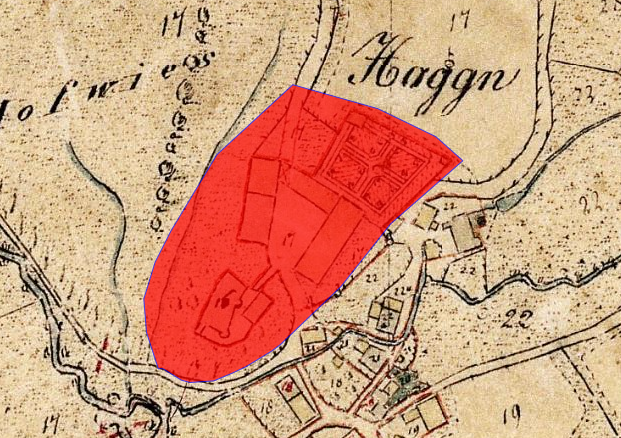
Lageplan von Schloss Haggn auf dem Urkataster von Bayern

Das Schloss Haggn (früher auch als Schloss im Hacken bezeichnet) befindet sich in Haggn, einem Gemeindeteil der niederbayerischen Gemeinde Neukirchen im Landkreis Straubing-Bogen (Haggn 24). Es ist unter der Aktennummer D-2-78-154-10 als Baudenkmal verzeichnet. Die Anlage wird ferner als Bodendenkmal unter der Aktennummer D-2-7042-0044 im Bayernatlas mit der Beschreibung „Untertägige mittelalterliche und frühneuzeitliche Befunde und Funde im Bereich von Schloß Haggn mit Schloßkapelle St. Aloysius und zugehörigen Wirtschaftsgebäuden, darunter Spuren der Vorgängerbauten und Befestigungsanlagen“ geführt.

## Geschichte
Die ehemalige Wasserburg wurde 1336 erstmals urkundlich genannt. Damals wurde ein „Johann Heinrich Steinberger im Hacken“ erwähnt († 1414). Dietrich der Steinberger gab seinen Besitz an Wilhelm und Kaspar Zenger weiter. Wilhelm Zengers Kinder waren Andreas und Elisabeth; Wilhelm († 1452) erwarb auch die Burg Wildenforst. Die Tochter des Andreas, Cäcilia, starb kinderlos und deshalb stritten die nächsten Verwandten Ulrich Waldau und Georg Eschlbeck um das Erbe.
Als Nächste wurden dort die ebenfalls von der Oberpfalz aus der Gegend von Vohenstrauß stammenden Waldauer genannt. Der erste war Ulrich Waldauer, seine Nachfolger waren Georg I. und dessen Sohn Georg II. Dominikus. Dieser hatte nur Töchter und so gelangte Haggn über seine Schwester Anna an deren Gemahl Balthasar Türriegl, Pfleger zu Mitterfels. Um 1500 werden dort als (Mit-)Besitzer auch die Heraus, Margreth von Fraunberg sowie Alhard von Paulsdorf genannt. Burkhard Türriegl, Sohn des zuvor genannten Balthasar, verkaufte 1559 Haggn an den Pfleger zu Schwarzach, Balthasar Kürmreutter, der auch die nahe gelegene Burg Pürgl besaß. Sein Sohn Veit Adam hatte eine Tochter Barbara, die durch ihre Heirat mit Simon Preu zu Straßkirchen diesem die Besitzungen Haggn und Pürgl zubrachte.
1665 kam das Anwesen an den Vetter des Simon Preu, den Straubinger Landrichter und Mautner Leopold von Rehlingen zu Pürgl, Haggn, Sparr und Höllgrub († 1693). Der heutige Schlossbau geht im Wesentlichen auf ihn zurück. Dessen Sohn Adam Leopold starb kinderlos, so dass ihn seine Schwester Maria Euphrosina beerbte. Diese heiratete 1671 Hans Christoph von Asch zu Asch in Oberndorf und brachte ihm in der Folge 1738 die Besitzungen zu. Ihm folgte sein Enkel Joseph Leopold Alois und zuletzt Ignaz Franz Alois von Asch. Mit diesem starb dieses Geschlecht im Mannesstamm aus. Ein Sohn des Joseph Leopold Alois, Joseph Clemens Alois, trat 1768 in das Kloster Windberg ein (Klostername Herbert); nach der Säkularisation lebte er bis zu seinem Tod auf Schloss Haggn. Sein Bruder Clemens studierte Theologie und wurde Pfarrer in Feldkirchen sowie Domherr in Regensburg.
1857 kam Schloss Haggn an den Schwiegersohn des Ignaz Franz Alois von Asch, den Anton Freiherr von Schrenck-Notzing. Von dessen drei Söhnen erbte Leopold Freiherr von Schrenck-Notzing Haggn und Pürgl. Er erweiterte den Besitz durch den Ankauf mehrerer Bauernhöfe in Dießenbach. Er begann auch mit dem Bau eines Elektrizitätswerkes, das die Ortschaften Haggn und Neukirchen mit Strom belieferte. Sein Besitztum ließ er in einen Fideikommiss umwandeln. Er starb ohne Nachkommen und auf dem Erbweg ging der Besitz an Otto Freiherrn von Berchem über, der mit einer Großnichte des Erblassers verheiratet war. Nachdem Marlies Falck, eine geborene Freifrau von Berchem, mit ihrer Familie Besitzerin von Schloss Haggn gewesen war, ging das Schloss in den Besitz der Designfirma DANTE - Goods & Bads über.
Das Schloss Haggn befindet sich in Privatbesitz und kann nicht besichtigt werden. Das Gut Haggn mit Schlosspark wird vom Besitzer Klaus Rauschendorfer als Veranstaltungsort genutzt.

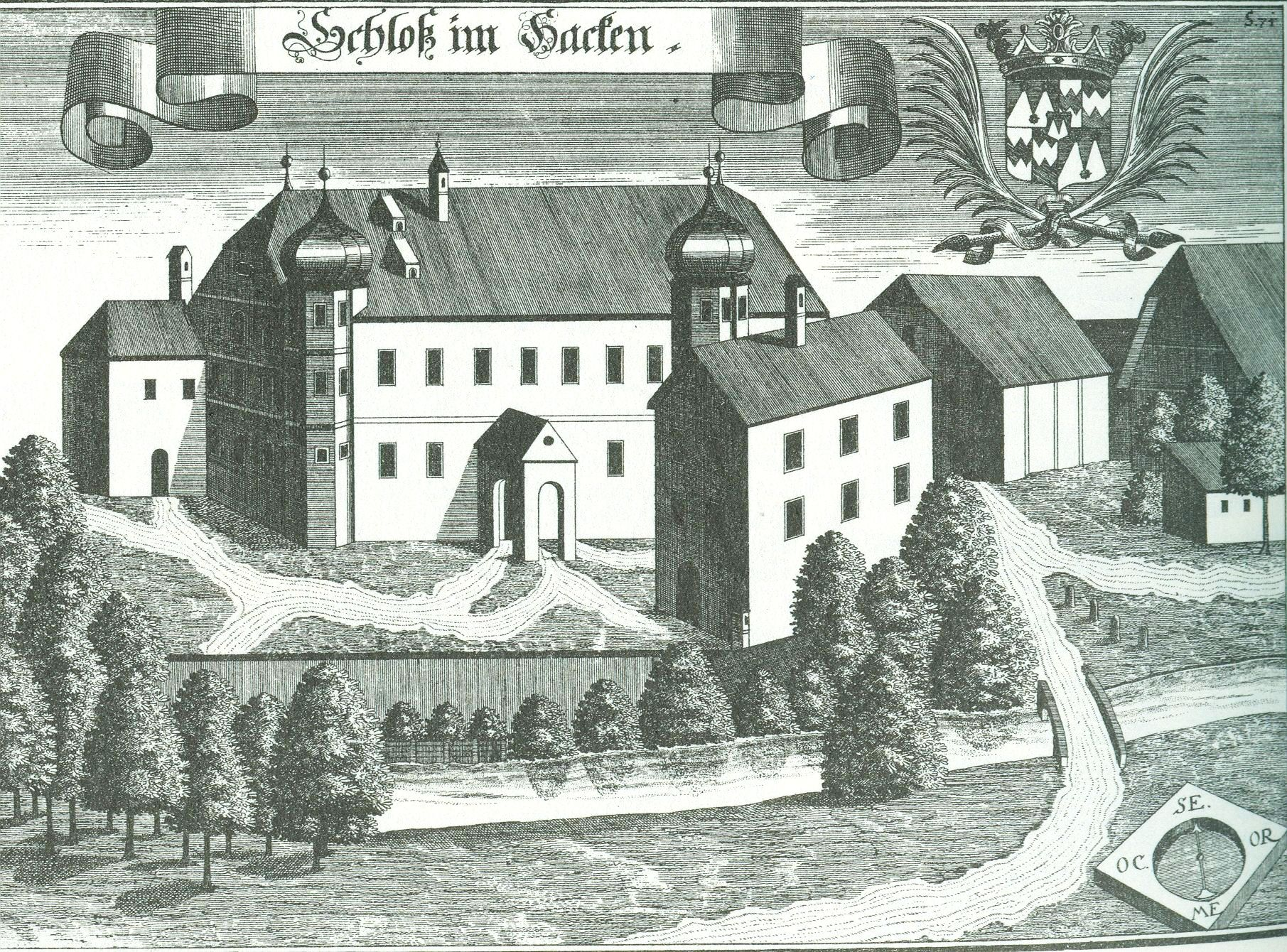
Schloss Haggn nach einem Stich von Michael Wening von 1721

## Schloss Haggn einst und jetzt
Nach dem Stich von Michael Wening von 1721 stand Schloss Hagg auf einem kleinen Hügel, der von einem Wassergraben umschlossen war. Eine einfache Brücke führte zu dem Bauensemble, zu dem außer dem zweigeschossigen und rechteckigen Schlossgebäude eine Schlosskapelle und mehrere Wirtschaftsgebäude gehörten. An dem Gebäude fallen zwei Zwiebeltürme auf, die aber nicht über das Krüppelwalmdach reichen. In das Wohnhaus führt ein schlichter satteldachgedeckter Portikus.
Das denkmalgeschützte Gebäudeensemble ist mit seinen beiden Ecktürmen noch im Wesentlichen erhalten. Der ehemalige Ringgraben ist abgekommen, davon ist nur noch eine Stützmauer und ein kleiner Weiher in der Nordwestecke übrig geblieben. Die Ökonomiegebäude des Schlosses bilden eine Dreiflügelanlage aus dem 18. Jahrhundert mit einer Durchfahrt. Nördlich schließt ein ummauertes Gartenparterre mit einem Pflanzenhaus an, das aus der Barockzeit stammt. In dem kleinen rechteckigen Flügel an der Südwestecke der südlichen Schmalseite befindet sich im Erdgeschoss die Schlosskapelle aus der Rokokozeit.